# Stanley Roberts (cestista)
Stanley Corvet Roberts (Hopkins, 7 febbraio 1970) è un ex cestista statunitense, professionista nella NBA, in Spagna, in Grecia e in Turchia.

## Carriera
È stato selezionato dagli Orlando Magic al primo giro del Draft NBA 1991 (23ª scelta assoluta).

## Statistiche

### College
| Anno      | Squadra    | PG | PT | MP   | TC%  | 3P% | TL%  | RP  | AP  | PRP | SP  | PP   |
| --------- | ---------- | -- | -- | ---- | ---- | --- | ---- | --- | --- | --- | --- | ---- |
| 1989-1990 | LSU Tigers | 32 | -  | 26,8 | 56,0 | 0,0 | 45,9 | 9,8 | 1,3 | 0,6 | 1,9 | 14,1 |
| Carriera  | Carriera   | 32 | -  | 26,8 | 56,0 | 0,0 | 45,9 | 9,8 | 1,3 | 0,6 | 1,9 | 14,1 |

### NBA

#### Regular Season
| Anno      | Squadra            | PG  | PT  | MP   | TC%  | 3P% | TL%  | RP  | AP  | PRP | SP  | PP   |
| --------- | ------------------ | --- | --- | ---- | ---- | --- | ---- | --- | --- | --- | --- | ---- |
| 1991-1992 | Orlando Magic      | 55  | 34  | 20,3 | 52,9 | 0,0 | 51,5 | 6,1 | 0,7 | 0,4 | 1,5 | 10,4 |
| 1992-1993 | L.A. Clippers      | 77  | 76  | 23,6 | 52,7 | -   | 48,8 | 6,2 | 0,8 | 0,4 | 1,8 | 11,3 |
| 1993-1994 | L.A. Clippers      | 14  | 14  | 25,0 | 43,0 | -   | 40,9 | 6,6 | 0,8 | 0,4 | 1,8 | 7,4  |
| 1995-1996 | L.A. Clippers      | 51  | 7   | 15,6 | 46,4 | -   | 55,6 | 3,2 | 0,8 | 0,3 | 0,8 | 7,0  |
| 1996-1997 | L.A. Clippers      | 18  | 2   | 21,0 | 42,6 | -   | 70,3 | 5,1 | 0,5 | 0,4 | 1,3 | 9,5  |
| 1997-1998 | Minnesota T'wolves | 74  | 44  | 17,9 | 49,5 | -   | 48,1 | 4,9 | 0,4 | 0,3 | 1,0 | 6,2  |
| 1998-1999 | Houston Rockets    | 6   | 0   | 5,5  | 38,5 | -   | 50,0 | 1,8 | 0,0 | 0,0 | 0,2 | 2,3  |
| 1999-2000 | Philadelphia 76ers | 5   | 1   | 10,2 | 31,3 | 0,0 | 0,0  | 3,0 | 0,6 | 0,2 | 0,2 | 2,0  |
| Carriera  | Carriera           | 300 | 178 | 19,6 | 49,9 | 0,0 | 51,4 | 5,2 | 0,6 | 0,4 | 1,3 | 8,5  |

#### Playoffs
| Anno     | Squadra            | PG | PT | MP   | TC%  | 3P% | TL%  | RP  | AP  | PRP | SP  | PP   |
| -------- | ------------------ | -- | -- | ---- | ---- | --- | ---- | --- | --- | --- | --- | ---- |
| 1993     | L.A. Clippers      | 5  | 5  | 29,8 | 52,0 | 0,0 | 27,8 | 8,2 | 0,2 | 0,6 | 0,6 | 11,4 |
| 1998     | Minnesota T'wolves | 1  | 0  | 8,0  | 0,0  | -   | 50,0 | 2,0 | 0,0 | 0,0 | 0,0 | 1,0  |
| 1999     | Houston Rockets    | 3  | 0  | 6,7  | 0,0  | -   | 50,0 | 1,0 | 0,0 | 0,0 | 1,3 | 0,3  |
| Carriera | Carriera           | 9  | 5  | 19,7 | 45,6 | 0,0 | 31,8 | 5,1 | 0,1 | 0,3 | 0,8 | 6,6  |

## Palmarès
- McDonald's All-American Game (1988)
- NBA All-Rookie Second Team (1992)